# Stazione meteorologica di Gosaldo
La stazione meteorologica di Gosaldo è la stazione meteorologica di riferimento relativa alla località di Gosaldo.

## Coordinate geografiche
La stazione meteorologica è situata nell'Italia nord-orientale, nel Veneto, in provincia di Belluno, nel comune di Gosaldo, a 1.141 metri s.l.m. e alle coordinate geografiche 46°14′N 11°57′E.

## Dati climatologici
Secondo i dati medi del trentennio 1961-1990, la temperatura media del mese più freddo, gennaio, si attesta a -2,6 °C, mentre quella del mese più caldo, luglio, è di +15,2 °C .
| Gosaldo            | Mesi | Mesi | Mesi | Mesi | Mesi | Mesi | Mesi | Mesi | Mesi | Mesi | Mesi | Mesi | Stagioni | Stagioni | Stagioni | Stagioni | Anno |
| Gosaldo            | Gen  | Feb  | Mar  | Apr  | Mag  | Giu  | Lug  | Ago  | Set  | Ott  | Nov  | Dic  | Inv      | Pri      | Est      | Aut      | Anno |
| ------------------ | ---- | ---- | ---- | ---- | ---- | ---- | ---- | ---- | ---- | ---- | ---- | ---- | -------- | -------- | -------- | -------- | ---- |
| T. max. media (°C) | 1,8  | 4,4  | 6,2  | 10,3 | 13,7 | 17,9 | 20,4 | 19,8 | 16,6 | 11,3 | 6,3  | 3,6  | 3,3      | 10,1     | 19,4     | 11,4     | 11,0 |
| T. min. media (°C) | −7,0 | −5,1 | −2,8 | 1,2  | 4,4  | 7,8  | 10,0 | 9,7  | 7,3  | 3,0  | −1,5 | −4,7 | −5,6     | 0,9      | 9,2      | 2,9      | 1,9  |